# Leo Ghering
Leonardus Franciscus „Leo” Ghering (ur. 19 sierpnia 1900 w Tilburgu, zm. 1 kwietnia 1966 tamże) – piłkarz holenderski grający na pozycji napastnika. W swojej karierze rozegrał 9 meczów i zdobył 6 goli w reprezentacji Holandii.

## Kariera klubowa
W swojej karierze piłkarskiej Ghering grał w klubie TSV LONGA z Tilburga, z którym w 1926 roku zdobył Puchar Holandii.

## Kariera reprezentacyjna
W reprezentacji Holandii Ghering zadebiutował 18 kwietnia 1927 roku w wygranym 8:1 towarzyskim meczu z Czechosłowacją, rozegranym w Amsterdamie. W debiucie zdobył 3 gole. W 1928 roku był w kadrze Holandii na igrzyska olimpijskie w Amsterdamie. Od 1927 do 1928 roku rozegrał w kadrze narodowej 9 meczów i strzelił w nich 6 bramek.